# Neukölln
Neukölln er det ottende af Berlins tolv distrikter (tysk: Bezirke). Det udgøres af bydelene (tysk: Ortsteile) Neukölln, Britz, Buckow, Rudow og Gropiusstadt.
Med et areal på 44,9 km2 og et befolkningstal på 329.917 (2020) er Neukölln det henholdsvis tredjemindste og femtefolkerigeste distrikt i Berlin. Med 7.348 indbyggere pr. km2 har distriktet byens tredjehøjeste befolkningstæthedsgrad.
Distriktets lokale borgerrepræsentation (tysk: Bezirksverordnetenversammlung) domineres af partiet SPD med 19 ud af 55 pladser. Siden 2018 har Martin Hikel (SPD) været Neuköllns distriktsborgmester (tysk: Bezirksbürgmeister). Han udgør sammen med fire øvrige forvaltere (tysk: Bezirksstadträte), valgt af Neuköllns borgerrepræsentation, distriktets daglige ledelse (tysk: Bezirksamt).
I vore dage er distriktet mest kendt for at have en af de største koncentrationer af tyrkere udenfor Tyrkiet. Efter en række udsendelser, der dokumenterede horrible forhold i folkeskolerne i området, og efter den tyske film Knallhart, der handler om det rå indvandrermiljø i Neukölln, har distriktet måttet se sit omdømme betydeligt forværret.

## Neuköllns bydele
Neukölln er inddelt i følgende bydele:
| Bydele            | Areal (km2) | Befolkningstal 31. december 2020 | Befolkningstæthed pr. km2 |
| ----------------- | ----------- | -------------------------------- | ------------------------- |
| 0801 Neukölln     | 11,71       | 164.636                          | 14.059                    |
| 0802 Britz        | 12,40       | 42.846                           | 3.455                     |
| 0803 Buckow       | 6,35        | 40.146                           | 6.322                     |
| 0804 Rudow        | 11,81       | 42.631                           | 3.610                     |
| 0805 Gropiusstadt | 2,67        | 37.686                           | 14.115                    |

## Politik

### Distriktsforvaltningen i Neukölln
Den daglige politiske ledelse af distriktet varetages af følgende distriktsforvaltere:
| Distriktsforvaltere                  | Parti                 |
| ------------------------------------ | --------------------- |
| Distriktsborgmester Martin Hikel     | SPD                   |
| Vicedistriktsborgmester Falko Liecke | CDU                   |
| Jochen Biedermann                    | Bündnis 90/Die Grünen |
| Karin Korte                          | SPD                   |
| Bernward Eberenz                     | CDU                   |

### Borgerpræsentationen i Neukölln
Distriktets lokale borgerrepræsentation har siden distriktsvalget 18. september 2016 haft følgende sammensætning:
| Parti                 | Pladser |
| --------------------- | ------- |
| SPD                   | 19      |
| CDU                   | 10      |
| Bündnis 90/Die Grünen | 9       |
| AfD                   | 8       |
| Die Linke             | 7       |
| FDP                   | 2       |
| I alt                 | 55      |

### Internationale venskabsbyer
- Anderlecht, Belgien (siden 1955)
- Boulogne-Billancourt, Frankrig (siden 1955)
- Zaanstad, Nederlandene (siden 1955)
- Hammersmith and Fulhalm, Storbritannien (siden 1955)
- Bat Jam, Israel (siden 1978)
- Marino, Italien (siden 1980)
- Ústí nad Orlicí, Tjekkiet (siden 1989)
- Pusjkin, Rusland (siden 1991)
- Prag 5, Tjekkiet (siden 2005)
- Çiğli, Tyrkiet (siden 2005)

### Nationale venskabsbyer
- Wetzlar, Hessen (siden 1959)
- Köln, Nordrhein-Westfalen (siden 1967)
- Leonberg, Baden-Württemberg (siden 1970)